# Ондердонк, Джулиан
Джулиан Ондердонк (англ. Julian (Robert) Onderdonk ; 1882—1922) — американский художник-импрессионист, работавший преимущественно в штате Техас и называемый «отцом техасской живописи».

## Биография
Родился 30 июля 1882 года в Сан-Антонио, штат Техас, в семье художника Роберта Ондердонка и его жены Эмили. Рос в Южном Техасе и был восхищен работой местных художников. Будучи подростком, получил определенную подготовку от видного техасского художника Verner Moore White, который некоторое время жил в Сан-Антонио. Джулиан учился в West Texas Military Academy, которую окончил в 1900 году.
В девятнадцать лет Ондердонк покинул Техас и отправился обучению живописи у знаменитого американского импрессиониста Уильяма Чейза, с которым когда-то учился отец Джулиана. Лето 1901 года он провёл на Лонг-Айленде в Чейзовской частной школе в Шиннекок Хиллс. После двух лет обучения переехал в Нью-Йорк и начал заработать на жизнь в качестве художника, работающего на пленэре. В это время познакомился и женился на Гертруде Шипман (англ. Gertrude Shipman, 1884—1959) и вскоре у них родился сын.
В 1909 году Ондердонк с семьёй вернулся в Сан-Антонио, где проработал всю оставшуюся жизнь. Умер 27 октября 1922 года в Сан-Антонио и был похоронен на городском кладбище Alamo Masonic Cemetery.
Художественная студия Джулиана Ондердонка в настоящее время находится на территории Witte Museum. Картинами художника был украшен Овальный кабинет президента США Джорджа Буша-младшего. Его работы находятся в ряде музеев США.

Некоторые работы
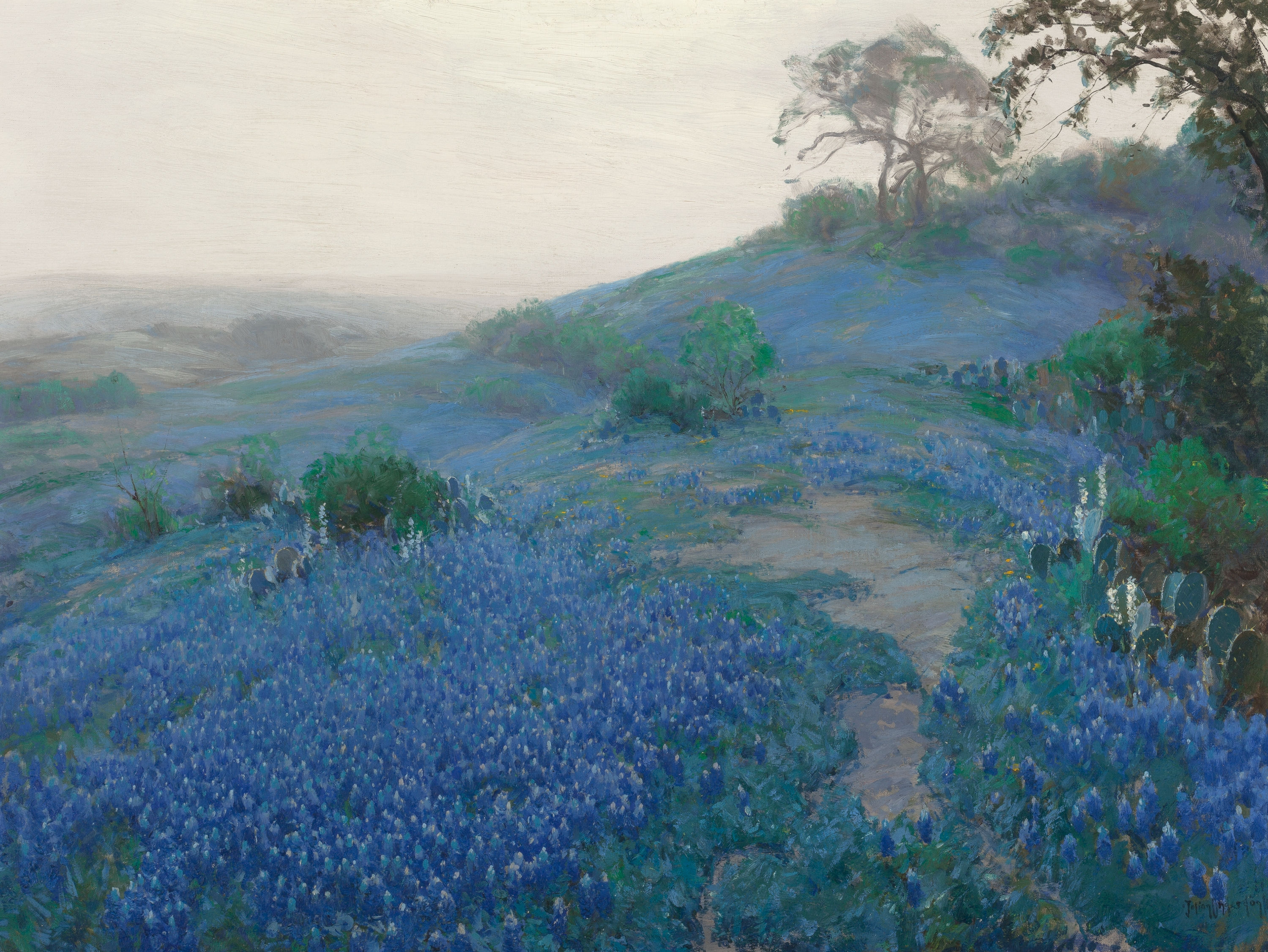
Blue Bonnet Field, Early Morning
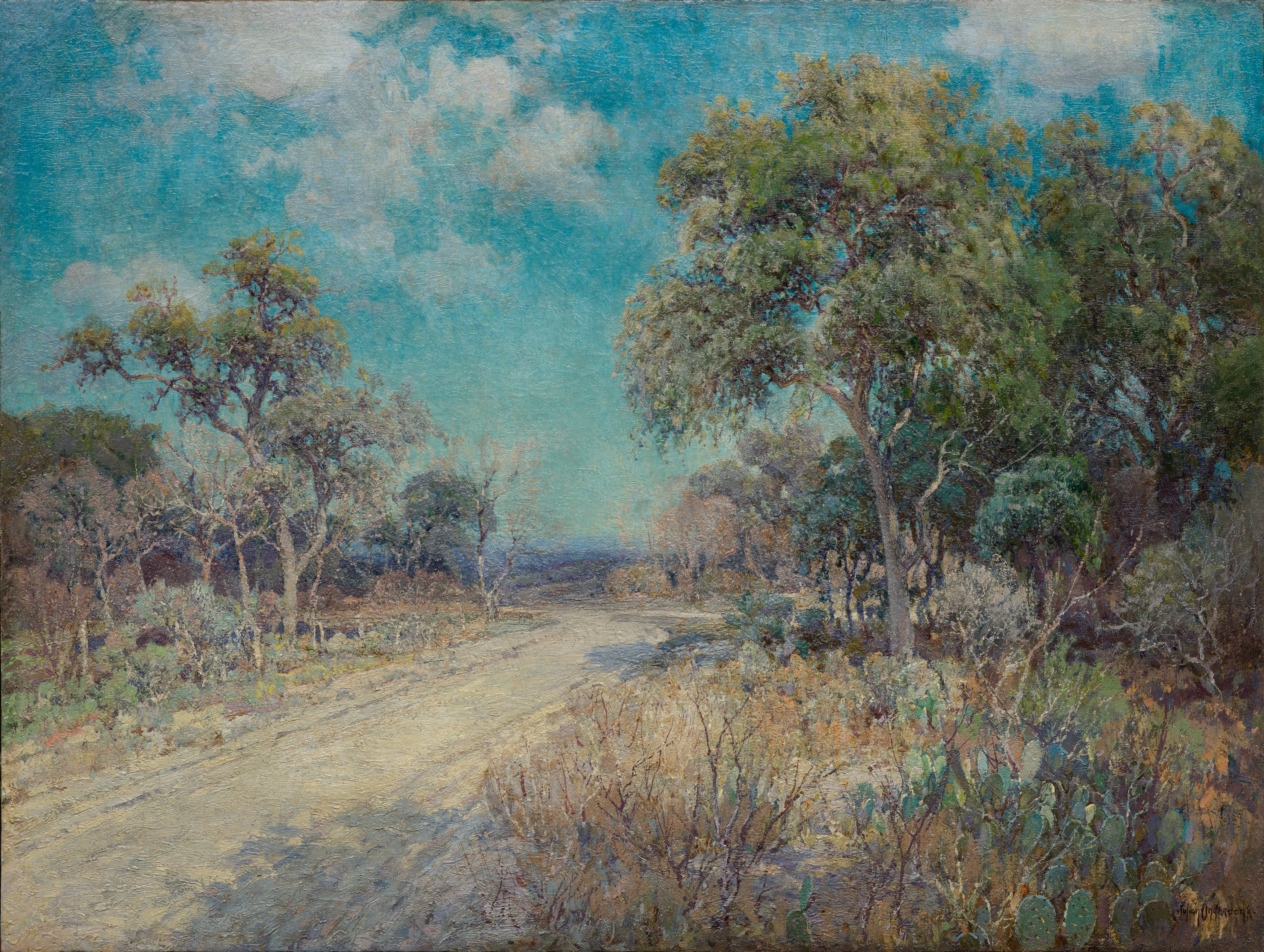
Road to the Hills
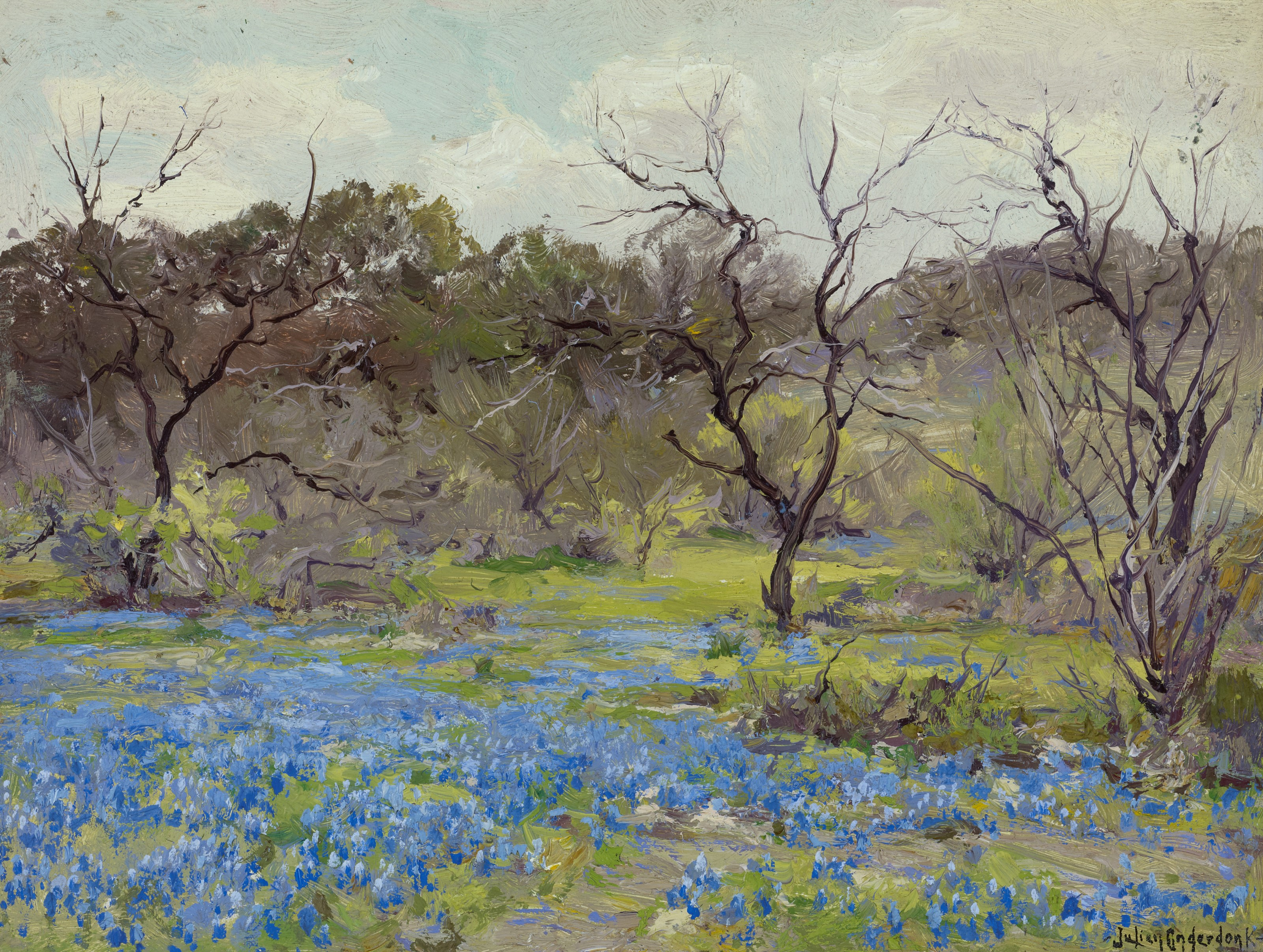
Early Spring—Bluebonnets and Mesquite
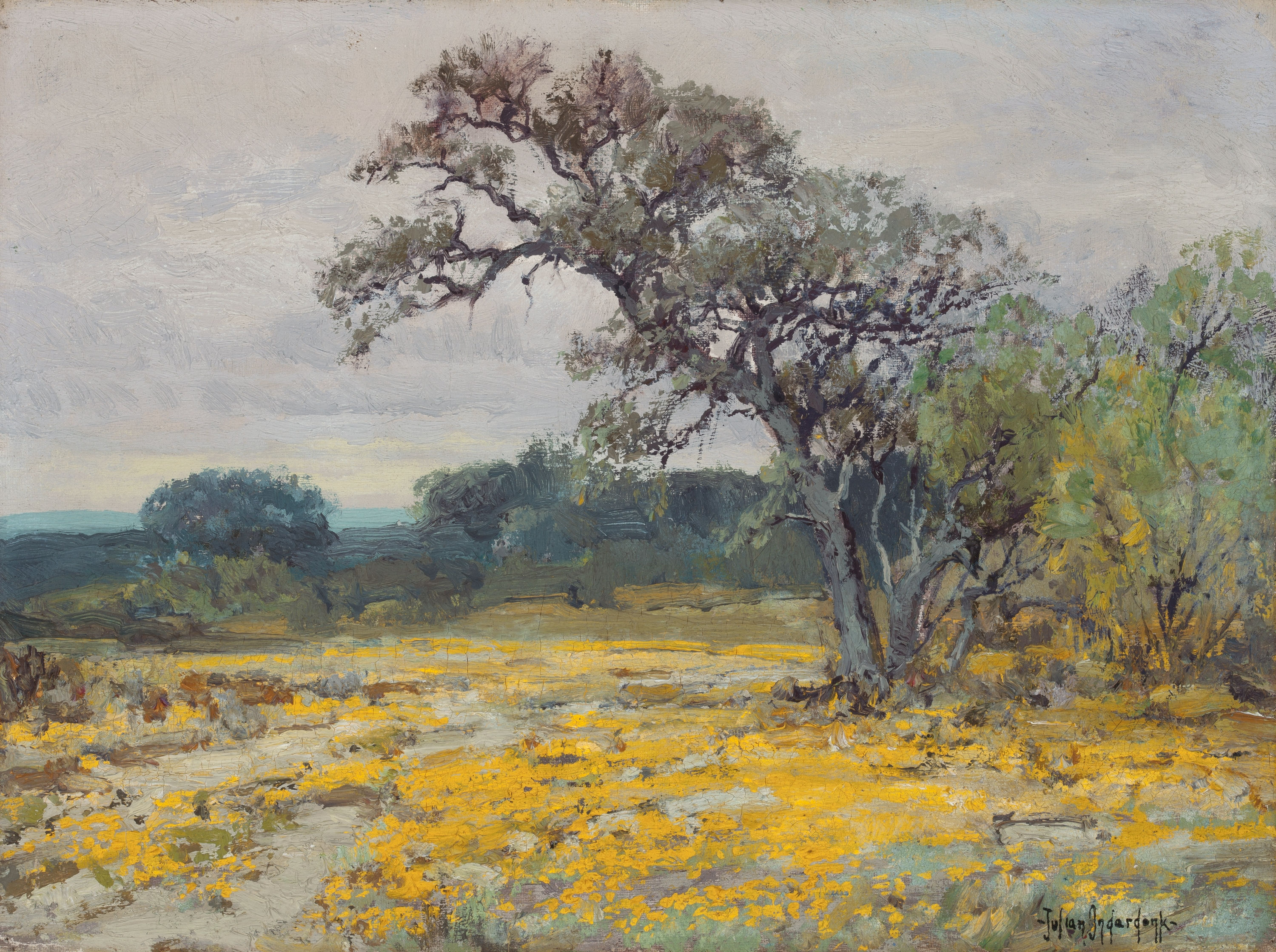
Coreopsis, Near San Antonio